# Ludwig Wilhelm von Wülcknitz
Ludwig Wilhelm von Wülcknitz (* 1657; † 1. Februar 1686 in Kassel) war ein hessischer Kammerjunker und Assessor des Hofgerichts zu Kassel.

## Leben

### Herkunft und Familie
Von Wülcknitz entstammte dem alten anhaltischen Adelsgeschlecht derer von Wülcknitz. Er war ein Sohn des Ludwig von Wülcknitz, Oberamtmann und Mitglied der Fruchtbringenden Gesellschaft, und dessen Ehefrau Sophie, geb. von Börstel († 1724). Er hatte zwei Brüder; Friedrich Julius und Carl Heinrich von Wülcknitz.

### Karriere
Von Wülcknitz war seit 1685 im hessischen Lande als Kammerjunker im Dienste. Dort wirkte er auch als Assessor des Hofgerichts zu Kassel.